# جاو كسينجيان

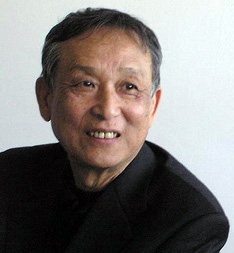
جاو كسينغجيان

جاو كسينجيان (الصينية المبسطة: 高行健، البينيين: Gāo Xíngjiàn) هو كاتب ورسام فرنسي من أصل صيني ويكتب باللغة الصينية ولد سنة 1940 في غنرهو في الصين. حصل على جائزة نوبل في الأدب سنة 2000 «لمجموعة أعماله التي تتميز بأنها ذات أبعاد عالمية ورؤية لاذعة وبراعة لغوية، الأمر الذي فتح طرق جديدة أمام الدراما والروايات الصينية». غادر الصين بعد مظاهرات ساحة تيانانمن سنة 1988 إلى فرنسا حيث حصل على اللجوء السياسي وفي سنة 1998 حصل على الجنسية الفرنسية.

## سيرته
وُلد غاو شينغجيان ونشأ في الصين في ظل تداعيات الغزو الياباني لشرق الصين. كان والده يعمل مصرفيًا، ووالدته ممثلة هاوية، وكان لها دور بارز في تنمية اهتمامه المبكر بفنون المسرح والكتابة. تلقى تعليمه الأساسي في مدارس جمهورية الصين الشعبية، وحصل في عام 1962 على شهادة في اللغة الفرنسية من معهد اللغات الأجنبية في بكين. اطّلع على أعمال الكاتبة الفرنسية ناتالي ساروت، كما ترجم إلى اللغة الصينية مؤلفات لعدد من الكتّاب الغربيين البارزين، منهم أوجين يونسكو، وجاك بريفير، وهنري ميشو. وقد ساهمت ترجماته في تعريف الجمهور الصيني بمواضيع وأساليب الأدب الغربي المعاصر، مثل تيار الوعي والأدب العبثي.
خلال الثورة الثقافية، أُرسل جاو إلى معسكر لإعادة التأهيل في الريف، حيث قضى ست سنوات، واضطر إلى إحراق حقيبة كانت تحتوي على عدد من مخطوطاته. ولم يُسمح له بمغادرة البلاد إلا بعد وفاة الزعيم ماو تسي تونغ في عام 1979، فتوجه إلى فرنسا وإيطاليا.
بين عامي 1980 و1987، نشر غاو عددًا من القصص القصيرة والمقالات والمسرحيات، إلا أن توجهاته الطليعية واستقلاله الفكري عرضاه لانتقادات الحزب الشيوعي الصيني. وقد قدّم في كتابه المحاولة الأولى في فن الرواية (1981) رؤى أدبية تتعارض مع المبادئ الرسمية للواقعية الاشتراكية. وعُرضت أعماله المسرحية التجريبية، المتأثرة ببريشت وأرتو وبيكيت، في المسرح الشعبي في بكين، ولاقت تفاعلًا واسعًا من الجمهور، ومن أبرزها مسرحية إشارة إنذار (1982).
في عام 1983، أثارت مسرحيته موقف الحافلات، وهي عمل عبثي ينتقد المجتمع البكيني، جدلًا كبيرًا، وتعرضت للإدانة خلال حملة الحزب ضد ما سمّاه "التلوث الروحي". وقد واجهت أعماله المتسمة بالطابع النقدي الرقابة الرسمية، وأدت إلى منعه لاحقًا من مواصلة نشاطه داخل الصين.
في عام 1985، أثارت مسرحيته الرجل البري جدلًا واسعًا على الصعيدين المحلي والدولي. وفي العام التالي، مُنعت مسرحيته الضفة الأخرى من العرض. لتجنب تبعات ذلك، قام برحلة طويلة في مقاطعة سيتشوان، نزل خلالها مجرى نهر اليانغتسي حتى مصبّه.
في عام 1987، اضطر جاو إلى مغادرة الصين ودخل في المنفى، حيث أُعلن شخصًا غير مرغوب فيه في بلاده. استقر في فرنسا منذ عام 1988، حيث مُنح حق اللجوء السياسي. وفي عام 1989، قرر الانسحاب نهائيًا من الحزب الشيوعي الصيني عقب قمع الحركة الطلابية في ساحة تيانانمن. حصل على الجنسية الفرنسية في عام 1998.

## سيرته الأدبية
نال غاو شينغجيان جائزة نوبل في الأدب عام 2000 عن «عمل يتمتع ببعد إنساني عالمي، يتميز بوعي مرير وابتكار لغوي، وقد فتح آفاقًا جديدة لفن الرواية والمسرح الصيني». عند إعلان الجائزة، امتنعت وسائل الإعلام الصينية عن نقل الخبر. خلال حفل تسلمه للجائزة، أشاد غاو بالحرية الأساسية للكاتب في مواجهة السلطة، منسجمًا بذلك مع رؤيته التي تضع الفرد فوق أي عقيدة جماعية أو إيديولوجيا. وقد أثار خطابه استياء الجهات الرسمية في جمهورية الصين الشعبية، التي واصلت فرض الرقابة على خبر فوزه، واعتبرت الجائزة قرارًا ذا خلفية سياسية اتخذته الأكاديمية السويدية. لاحقًا، سعت السلطات الصينية إلى التنصل من انتمائه الأدبي الوطني، واعتبرته كاتبًا ينتمي إلى الأدب الفرنسي.
يُعدّ روايته جبل الروح أشهر أعماله، وهي ملحمة أدبية تدور أحداثها في الريف الجنوبي الغربي من الصين، وتُقدَّم من خلال شبكة معقدة من القصص لشخصيات متعددة تُعد في الحقيقة تجليات مختلفة لذات واحدة. ينطلق هذا العمل من رحلة يقوم بها راوٍ-كاتب (أنت)، كان قد خضع لإعادة التأهيل في عهد ماو، عبر مناطق نائية تقع بين التبت وأخاديد نهر اليانغتسي، هاربًا من المدينة ومن حضارة فاسدة، ساعيًا نحو "جبل الروح" الذي ظلّ في حالته الأصلية، خاليًا من فساد المدنية.
يوثق غاو خلال هذه الرحلة تفاصيل ضياعه، كتابةً ورسمًا، ويجسد مشاهد غرائبية تجمع بين الأسطورة، والحلم، والتأمل الفلسفي، والشهادة. وتتحول هذه الرحلة إلى بحث وجودي في الجذور والحرية والسلام الداخلي، مع توسّع متواصل في الأفق الدلالي، يتلاعب فيه الكاتب بالضمائر (أنت، أنا...) لإحداث تداخل في مستويات السرد، مما يربك القارئ ويبعده عن التماهي مع الشخصيات، كما هو الحال في "الرواية الجديدة" الفرنسية. ويجمع هذا النص بين الأبعاد النفسية والجغرافية والروحية، في مزيج يدمج تقاليد الحكي الصيني مع التجريب الفني الغربي، على نحو يناقض صراحةً معايير الواقعية الاشتراكية والدعوات الأيديولوجية للحزب الشيوعي الصيني.
- أما روايته الكبرى الأخرى كتاب رجل وحيد، فهي ذات طابع ذاتي، وفيها يصف ما تعرض له من قمع خلال الثورة الثقافية، مسلطًا الضوء على جنون أمة مسيّرة خلف زعيم استبدادي. وكان أول عمل روائي له هو نجوم في الليل الجليدية، وقد نُشر عام 1979 ضمن ما يُعرف بأدب الندوب، حيث تناول فيه الاضطهادات التي تعرض لها الكُتاب والمثقفون خلال تلك الحقبة.

كتب غاو أيضًا مجموعات قصصية وقصائد، كما ألّف أوبرا بعنوان ثلج في أغسطس. وقد كتب بعض مسرحياته مباشرةً باللغة الفرنسية، ويتميز مسرحه بطابع مضاد للطبيعية، ويعتمد على مبدأ التغريب لدى بريخت، كما يستلهم عناصره الجمالية من الطليعة الغربية ومن التقاليد المسرحية الصينية القديمة، مثل استخدام الأقنعة، ومسرح الظل، والغناء-الرقص، والطبول. تهدم عروضه المسرحية تصور الزمان والمكان المنطقي، وتُطوّر لغة جسدية ولفظية هزلية وسريالية، تعكس في أجواء مشحونة الهواجس والقلق المعاصر.

## اعماله المترجمة للعربية
- جبل الروح صدر لها ثلاث ترجمات، الأولى عن دار المدى من ترجمة المترجم أنطوان حمصى، والثانية عن دار نينوى للدراسات والنشر والتوزيع، من ترجمة وائل بركات وغسان السيد، وأخرى ثالثة عن دار الآداب من ترجمة مارى طوق وبسام حجار
- سفر رجل، ترجمة خالد الجبيلي في 496 صفحة

## روابط خارجية
- جاو كسينجيان على موقع الموسوعة البريطانية (الإنجليزية)
- جاو كسينجيان على موقع مونزينجر (الألمانية)
- جاو كسينجيان على موقع إن إن دي بي (الإنجليزية)